# Cerradon
Cerradon är ett stort savannområde i det inre av Brasilien, vilket täcker omkring en femtedel av landets yta. Dessutom täcker den delar av Paraguay och Bolivia.

## Topografi
Cerradon ligger på det brasilianska höglandet, en urbergsplatå som lutar mot väster. Österut är den överlagrad av kalk- och sandsten. Platån genomskärs av floddalar. Största delen av området ligger mellan 300 och 1000 m ö.h. Mato Grossos högplatå når 939 m ö.h. De högsta bergen finns i öster, exempelvis Pouso Alto (1675 m ö.h.) i Goiás. De lågläntaste områdena ligger huvudsakligen i sydväst. 

### Floder
Cerradon är en vattendelare: Den norra delen avvattnas av Tocantins och bifloder till Amazonfloden. Åt öster flyter São Francisco, åt söder Paranáfloden med Paraguayfloden.

## Växt- och djurliv
Cerradon är den savann i världen med störst biologisk mångfald. Vissa delar av regionen domineras av stora slättområden där gräs utgör merparten av vegetationen. Andra delar av regionen är mer skogslika. Mellan dessa ytterligheter finns en rad olika naturtyper.
I regionen finns minst 10 400 arter av kärlväxter, 780 arter av fiskar, 180 arter av reptiler, 837 fågelarter och 195 arter av däggdjur. De flesta av dessa arter finns endast i Cerradon (Cavalcanti 1999). Större rovdjur i regionen är bland annat reptiler, pumor, jaguar, manvarg, ozelot och jätteutter. Bland de stora växtätarna kan nämnas låglandstapiren och pampashjorten. I regionen finns också ett flertal arter av apor.
En gång i tiden täckte denna savann en yta stor som halva Europa. Men det varierade växt- och djurlivet i regionen är idag starkt hotat av olika mänskliga verksamheter. I synnerhet kommer hotet från den storskaliga odlingen av sojabönor samt bränning av vegetation för framställning av träkol. Sverige importerar stora mängder soja från Brasilien, varav det mesta används som råvara i fodret till våra kor, grisar och höns.  
För att skona en del av regionen från alltför påtaglig mänsklig verksamhet har två större nationalparker upprättats, i Chapada dos Veadeiros nationalpark och i Emas nationalpark. 